# Monte (Name)
Monte (italienisch, portugiesisch oder spanisch für Berg) ist ein männlicher Vorname und ein Familienname.

## Namensträger

### Vorname
- Monte Attell (1885–1960), US-amerikanischer Boxer
- Monte Barrett (* 1971), US-amerikanischer Boxer
- Monte Blue (1887–1963), US-amerikanischer Film- und Theaterschauspieler
- Monte Cazazza (1954–2023), US-amerikanischer Performancekünstler und Musiker
- Monte Cook (* 1968), US-amerikanischer Rollenspielautor
- Monte Croft, US-amerikanischer Jazzmusiker (Vibraphon)
- Monte Davidoff (* 1956), US-amerikanischer Computer-Programmierer
- Monte Hellman (1929–2021), US-amerikanischer Filmregisseur, Filmproduzent und Filmeditor
- Monte Markham (* 1935), US-amerikanischer Schauspieler
- Monte Melkonian, US-amerikanischer politischer Aktivist, Freischärler armenischer Abstammung
- Monte Montgomery (* 1966), amerikanischer Musiker
- Monté Morris (* 1995), US-amerikanischer Basketballspieler
- Gerd Monte Joachim Stamp (* 1970), deutscher Politiker
- Monte Warden (* 1967), US-amerikanischer Country-Musiker

### Familienname
- Adam del Monte (* 1966), spanischer klassischer und Flamencogitarrist, Komponist und Musikpädagoge
- Axel Monte (1962–2016), deutscher Übersetzer, Autor, Verleger und Ethnologe
- Aegidius de Monte († 1577), niederländischer Geistlicher, Bischof von Deventer
- Albertina Dal Monte (1897–nach 1935), italienische Opernsängerin (Alt)
- Aldo Del Monte (1915–2005), italienischer römisch-katholischer Geistlicher und Bischof von Novara
- Bárbara Micheline do Monte Barbosa (* 1988), brasilianische Fußballspielerin
- Bryan Monte (* 2003), brasilianischer Handballspieler
- Daniel Del Monte (* 1975), deutsch-kanadischer Eishockeyspieler
- Deodaat Delmonte (1582–1644), flämischer Maler
- Ennesto Monté (* 1979), deutsch-serbischer Sänger und Realityshowteilnehmer
- Fabrizio del Monte (* 1980), italienischer Automobilrennfahrer
- Félix María del Monte (1819–1899), dominikanischer Rechtsanwalt, Journalist, Dramatiker und Lyriker
- Floralba del Monte (1929–2017), dominikanische Pianistin und Musikpädagogin
- Francesca Di Monte (* 1983), italienische Fußballschiedsrichterassistentin
- Francesco Maria Bourbon Del Monte (1549–1627), belgischer Geistlicher und Theologe, Bischof von Palestrina
- Francisco do Monte Alverne (1784–1858), brasilianischer Franziskaner und Prediger
- Guidobaldo del Monte (1545–1607), italienischer Mathematiker, Philosoph und Astronom
- Hilda Monte (1914–1945), deutsche Publizistin, siehe Hilde Meisel
- Herkus Monte (1225/1230–1273), Herzog der Natanger
- Inácio João Dal Monte (1897–1963), brasilianischer Kapuziner und Bischof von Guaxupé
- Innocenzo Ciocchi del Monte (1532–1577), italienischer Geistlicher, Kardinal
- Isabella De Monte (* 1971), italienische Politikerin
- Johannes de Monte (1362–1443), Weihbischof in Trier und Titularbischof von Azotus
- José Enrique del Monte (1935–2021), dominikanischer Chorleiter und Komponist
- Joseph von Maroicic di Madonna del Monte (1812–1882), österreichischer Offizier
- Lou Monte (1917–1989), US-amerikanischer Sänger
- Manoel Alencar do Monte (* 1892), brasilianischer Fußballspieler
- Matthias de Monte († 1587), deutscher Kartäuserprior und Schriftsteller
- María del Monte Carmelo (1848–1911), spanische Ordensgründerin
- Marisa Monte (* 1967), brasilianische Sängerin
- Nivaldo Monte (1918–2006), brasilianischer römisch-katholischer Geistlicher, Erzbischof von Natal
- Peter Del Monte (1943–2021), italienischer Regisseur und Drehbuchautor
- Philippe de Monte (1521–1603), niederländischer Komponist
- Pierre de Monte (1499–1572), Großmeister des Malteserordens
- Pietro del Monte (1457–1509), italienischer Condottiere, Schriftsteller und Feldmarschall
- Rubén Héctor di Monte (1932–2016), argentinischer Geistlicher, Erzbischof von Mercedes-Luján
- Ted Monte (* 1963), US-amerikanischer Schauspieler, Drehbuchautor, Filmregisseur und Model
- Tony Monte (* um 1940), US-amerikanischer Jazzpianist
- Toti dal Monte (1893–1975), italienische Opernsängerin (Koloratursopran)